# Aleurodicus capiangae
Aleurodicus capiangae là một loài côn trùng cánh nửa trong họ Aleyrodidae, phân họ Aleurodicinae.
Aleurodicus capiangae được Bondar miêu tả khoa học đầu tiên năm 1923.